# 871 (číslo)
Osm set sedmdesát jedna je přirozené číslo. Římskými číslicemi se zapisuje DCCCLXXI a řeckými číslicemi se zapisuje ωοαʹ. Následuje po čísle osm set sedmdesát a předchází číslu osm set sedmdesát dva.

## Matematika
871 je:
- Deficientní číslo
- Složené číslo
- Poloprvočíslo
- Nešťastné číslo

## Astronomie
- (871) Amneris je planetka hlavního pásu, kterou objevil v roce 1917 Max Wolf

## Roky
- 871
- 871 př. n. l.